# Zone de conservation du biotope de Dokkskjæret
La Zone de conservation du biotope de Dokkskjæret  est une réserve naturelle norvégienne qui est située dans la municipalité de Bærum dans le comté d'Akershus.

## Description
Dokkskæret est un îlot de 80 m de long bien abrité et proche de l'isthme séparant Snarøya  de Fornebu. Le récif a été protégé en 2009 comme zone de protection des oiseaux marins pendant la saison de reproduction.
C'est un effleurement allongée dans une direction nord-sud  d'un socle rocheux de type Cambrien/Silurien. Le récif a une végétation peu nombreuse et à faible croissance.
Ces dernières années[Quand ?], Dokkskjæret a eu une bonne colonie de nidification de mouettes rieuses, avec la cinquème plus grande colonie du fjord (216 couples en 2011). De plus, il y a quelques couples de goélands cendrés, quelques eiders et une paire de goélands marins et sternes pierregarins .
Il y a une interdiction générale de circulation sur l'îlot pendant la période du 15 avril au 15 juillet.